# Mycoplasma neurolyticum
Mycoplasma neurolyticum è una specie di batterio appartenente alla famiglia delle Mycoplasmataceae.